# سايلنت هيل: داونبور
 سايلنت هيل: داونبور (بالإنجليزية: Silent Hill: Downpour)‏ (أي:" التل الصامت: الهطول ") هي لعبة فيديو من نوع رعب البقاء من إنتاج شركة كونامي اليابانية ومن تطوير الاستوديو التشيكي فاترا جيمز (Vatra Games). اللعبة هي الجزء الثامن من سلسلة ألعاب « سايلنت هيل ». اللعبة صدرت في 2012.

## القصة
تدور أحداث القصة حول السجين Murphy Pendleton والذي سجن بجريمة قتل في سجن Ryall State، وبعد عدة سنوات من سجنه حدثت أضطرابات في السجن مما أدى لنقله إلى سجن أخر خارج الحدود الشرقية لمدينة التل الصامت، حيث تم نقله في حافلة السجن وسوف تصاحبه الشرطية Anne Cunningham وهما على الطريق بدأت الطريق با لانشقاق وقام بالخروج من الطريق وتحطيم الحواجز وتسقط الحافلة أسفل التل، ومن هنا يجد البطل ميرفي نفسه في مدينة التل الصامت ويبدأ عقابه من هذه اللحظة وتحاصره لعنة المدينة، وبالتأكيد عليه الخروج منها وأغلب مراحل اللعبة في الظلام لا أريد أن أتعمق حاليا في القصة حتى لا أحرق أحداثها لكم.و من ثم بعد ذلك هناك عدة نهايات للعبة وذلك يكون عائد على الشخصية الرئيسية والاحداث والخيارات التي يتخذها.

## التطوير
في أبريل 2010 نشرت شركة Konami أول عرض للعبة التل الصامت في جزئها الثامن في مؤتمر صحفي بسان فرانسيسكو، وأكدت الشركة أن اللعبة يتم تطويرها من قبل الأستوديو التشيكي Vatra Games، وفي هذا الوقت ما زالت اللعبة تحمل رقم 8 مشيرة إلى الجزء الثامن ولكن بعد ذلك تم صدور اسم جديد للعبة بعنوان Downpour وهو بمعنى الانهمار، وكانت هناك بعض المخاوف من عشاق السلسلة على تغير الشركة المطورة والتي تعتبر جديدة في المجال، ولكنها تابعة لشركة Kuju Entertainment والتي مقرها في Brno بالتشيك، ومعروف عن هذه الشركة أنها تعمل بشكل جيد على ألعاب التصويب والتي تعتمد على منظور الشخص الأول، مما جعل هناك شكوك للجميع بأن الجزء الجديد للسلسلة سوف يصدر بمنظور الشخص الأول وهو تغير جزري للسلسلة، ولكن ليس هدفي هو الحديث عن الشركة ولكن هدفي الحديث عن المطورين بالشركة، الشركة الأم أرادت عمل أستوديو جديد ويحمل مطورين جدد لذلك لجأت إلى عددت مطورين من شركة 2K Czech المشهورة جدا بأعمالها الرائعة، وبالفعل الشركة ضمت بعض المطورين من هناك بعد تقاعدهم ليتم فتح الأستوديو باسم Vatra Games وهذا يجعل اللعبة في أيدي أمينة مع مجموعة من المطورين المتميزين.

## الجرافيكس والتصميم
اللعبة تم تطويرها من شركة Vatra Games والتي استخدمت محرك Unreal Engine 3 والذي يعد أفضل محرك للجيل السابق والذي يظهر الألعاب بوضوح وشكل أفضل وهناك ألعاب كثيرة ومشهورة تم تطويرها بهذا المحرك مثل تروس الحرب، ودائما ما كنا نعانى من جودة التل الصامت في الرسومات والبيئات الضبابية ولكن هذا ليس عيب من اللعبة أو الشركة، ولكن لتطوير بيئة مفتوحة يحتاج إلى تطوير قوى جدا ومحركات قوية ولكن الشيء الذي يقلل من هذا التطوير هو أظهار الضباب في اللعبة، فلا ننسي أن اللعبة تعتمد على الرؤية الضبابية وتجعلك تشاهد أمامك ببضع أمتار فقط ولا يوجد رؤية واضحة بعد ذلك، كل هذه العوامل أدت إلى قلة الرسومات وإظهار عيوب التطوير.
ولكن هذا الجزء الرسومات تعتبر جيدة وأفضل من أي وقت مضاء بالفعل سنجد الضباب والذي يحجب الرؤية والظلام الذي يسيطر على معظم اللعبة، ولكن سوف ترى أمامك بعدت أمتار بشكل واضح ومؤثر جدا، فالشركة استخدمت نظام الطقس وهو عمل مؤثرات بصرية رائعة أثناء تساقط الأمطار وإظهار الليل بشكل واضح، كما أن تجسيد الشخصيات يعتبر جيد جدا فقد أظهرت الشخصية بوضوح عالي جدا وإظهار معالم الوجه بشكل جيد من اللحية الخفيفة أو الأنف والأذن ولكن الشيء السلبي هو الشعر الذي يظهر بشكل ثابت دون حركة أثناء اللعبة أو حتى في المشاهد، وبالرغم من ذلك تعد اللعبة في الرسومات أقل من ممتازة ولكنها أفضل جزء تم تطويره في السلسلة.

## أسلوب اللعبة
السلسلة دائما تعتمد على نوعية الرعب والبقاء والتي تتطلب أفكار كثيرة جدا من أجل الهروب والبقاء على قيد الحياة، السلسلة تتميز بأنها دائما ما تتواجد في مدينة التل الصامت والتي تعاقب المجرمين والتي لا تسمح لهم بالرحيل حتى تعاقبهم أو تسامحهم، والسلسة كما تعودنا منها أنها دائما تعتمد على منظور الشخص الثالث وحتى هذا الجزء أيضا الذي أعتقد البعض أنه سيكون بمنظور الشخص الأول، ولكن بتواجده بمنظور الشخص الثالث هذا لا يعد مفاجئة لأننا تعودنا دائما على ذلك، ولكن هذه المرة الشركة أبدعت في أظهار المنظور بشكل مثير جدا ورائع بحيث يظهر معظم جسد البطل وأحيانا الجسم كله وهذا على حسب وضع البطل وهل هو في مكان صغير أم بيئة مفتوحة، واللعبة أيضا وضعت لنا نظام الكاميرا الحر والذي يمكن تحريكها في أي مكان مع إضافة رائعة جدا بأن يمكنك التحكم في الكاميرا الخلفية للبطل من خلال زر محدد في التحكم عندما تضغط عليه يظهر ما يحدث خلف البطل وكأنك تقود سيارة وتنظر في المرآة لترى ما يأتي خلفك، وتعتبر هذه ميزة جديدة في اللعبة والتي سوف نحتاجها بقوة في اللعبة للهروب من الأعداء أو معرفة ما يأتي خلفك وأنت تسير.
اللعبة في نظام القتال والأسلحة رائع جدا وشيء قد تغيبناه في أخر أجزاء السلسلة ولكن اليوم تبهرنا اللعبة بنظامها في استخدام الأسلحة والقتال بها، فأولا اللعبة تمنحك الاحتفاظ بسلاحين سلاح ناري وسلاح يدوى، السلاح الناري قليل الطلقات وتصويبه كما تعودنا بنوع من الخوف والرعب لذلك يتوجب عليك أن تصوب بشكل جيد لتقتل الأعداء، وإما الأسلحة الآخرة وهي عديدة جدا وهي أي شيء قابل للضرب مثل عصا الجولف أو البوسبول أو السكين أو المطرقة أو العتلة وهناك أشياء أخرى متواجدة في البيئة، فالبيئة تمنحك كل أنواع الأسلحة التي تستطيع استخدمها ولكن لكل سلاح عمر افتراضي ينتهي بعده في حالة الضرب الكثير به فالسلاح يتدهور وينكسر مما يجعلك تبحث عن سلاح أخر، وهذا النظام كان في الجزء الرابع للسلسلة أو بعض الألعاب المعاصرة مثل لعبة ساو أو جزيرة الموتى وهذا شيء رائع جدا ليجعلك في رعب مستمر.
اللعبة كما عودتنا لها مستويات من السهل للصعب وكذلك الألغاز ولكن في النهاية سوف تظل اللعبة قوية ومرعبة وبها دماء كثيرة، فالبطل سوف يتعرض للضرب الكثير بسبب قوة الأعداء وكثرتهم وعندما تتدهور صحته سوف تشعر بأن البطل بطيء الحركة ويعرج لذلك سيتوجب عليك أن تعالجه بالأدوية التي تجدها، أيضا اللعبة بها نظام اتخاذ القرارات والذي يؤكده اللاعب ويؤثر في اللعبة ونهاياتها المختلفة، فاللعبة تعرض لنا خمس نهايات ومنهم نهايتين سريتين، ومثال على ذلك عندما تأتى الشرطية وتسقط من التل سيكون لديك الاختيار بين إنقاذها أو تتركها وهذا يعتمد على أخلاقيات اللاعب في اللعبة إذا كان طيب القلب أم شخص خطير في اللعبة، اللعبة سوف تعرض لنا أيضا المساعي الجانبية وهي اختيارية بحيث تخرجك قليلا من نظام اللعبة المتبع للهروب فقط، فالمساعي الجانبية تقتصر على المساعدات والحماية للأشخاص وبقبولك لها فهذا يدل على قلبك الطيب أو تجاهلها وهذا الأمر راجع لك.
اللعبة أيضا تعرض لنا نظام الطقس الجديد مثل أظهار الأمطار في بداية اللعبة والذي يدل على تواجد الخطر ويمكنك مواجهته أو الهروب منه، كما أن اللعبة سوف تغير الطقس من النهار إلى الليل، وكما تعودنا فاللعبة سوف تظهر الألغاز المختلفة والصعبة والكثيرة في اللعبة، فداما ما كانت تبهرنا بألغازها التي لا نجد حل لها بسهولة فها هي تعود لنا بألغاز كثيرة ورائعة، فاللعبة تعتمد على ثلاث أشياء يدونهم لن نجد أنفسنا في التل الصامت وهذه الأساسيات هي الرعب والألغاز والمدينة، وخاصة أن اللعبة سوف تظهر بعض أجواء الرعب المفاجئة إلى اللاعب مثل تحريك النوافذ ومجموعات الغربان بأصواتها المرعبة، فاللعبة سوف تعتمد على عنصر المفاجئة المرعب في عددت مواقف لذلك خذ حذرك، في هذا الجزء أرادت الشركة أن تضع لنا خريطة لأماكن جديدة للمدينة بحيث تكون مختلفة عن الأجزاء السابقة والتي كانت تعرض لنا المستشفيات والمكتبات والملاهي ومراكز التسوق، اللعبة في هذا الجزء سوف تأخذنا إلى أماكن لم نكتشفها من قبل مثل المناطق الجبلية والغابات والبالوعات، وأيضا سوف نلعب في البلدة وفي بعض المنازل وفي النور والظلام وهو الأكثر، فكما تعودنا أن البيئة المظلمة سوف نعتمد على الكشاف الصغير الذي ينير لنا الطريق والغرف المظلمة، وسوف نجد أيضا أن الشجيرات الضارة خارج الأرصفة طوال الطريق بالمدينة وإظهار البيئات الطبيعية والمختلفة بشكل جديد.

## الموسيقى
الأصوات تم تأديتها بشكل ممتاز جدا حيث تم تأدية الحركات والأصوات بالتواصل مع أجساد بشرية لفريق الممثلين لإظهارها بشكل ممتاز للجميع، بحيث يظهر الكلام بشكل واضح جدا مع تحريك الفم ومع الانفعالات أيضا التي تظهر الكلمات بشكل جيد، أما الموسيقي التصويرية والتي حدثت عليها ضجة إعلامية كبيرة جدا بسبب أن الملحن الرئيسي للسلسلة وهو Akira Yamaoka لن يتواجد في عمل هذا الجزء وبعدها أعلنت المغنية Mary Elizabeth McGlynn أنها لن تتواجد أيضا في اللعبة، وذلك أدى إلى إشاعات كثيرة جدا وتضارب في الأخبار حول سقوط اللعبة، فدائما ما كان يميز اللعبة هي الموسيقي التصويرية والتي عمل عليها في هذا الجزء هو الملحن Daniel Licht والذي أخرجها بشكل جيد جدا ولكنها مختلفة عن ما أعتدنا عليها في الأجزاء السابقة، فكانت الموسيقي القديمة أكثر رعبا وإثارة عن موسيقي هذا الجزء، وتم تأدية اللحن الرئيسي للعبة من قبل Nu Metal من الفرقة الأمريكية Korn، كما تم تزويد اللعبة بأغنيتين من قبل Mary Elizabeth بعنوان Bus To Nowhere - Intro Perp Walk، وهذا يجعلنا نقول أن هذا أقل جزء من ناحية الموسيقي التصويرية بالرغم من جودتها ولكنها لم تكن على نفس مستوى موسيقي السلسلة.

## النهاية
مثل الاجزاء السابقة، فأن هذا الجزء يحتوي على أكثر من نهاية بحيث تعتمد على خيارات اللاعب خلال اللعب.
تحتوي اللعبة على 5 نهايات بالإضافة إلى نهاية ثانوية.

## وصلات خارجية
- سايلنت هيل: داونبور على موقع IMDb (الإنجليزية)

مراجعة اللعبة من شبكة الألعاب الذهبية
الموقع الرسمي 

ترايلر اللعبة 